# Paul Laurentius
Paul Laurentius, aussi appelé Paul Lorenz ou Paulus Laurentius, né le 30 mars 1554 à Oberwiera et mort le 24 février 1624 à Meissen, est un théologien protestant luthérien allemand.

## Biographie
Il est le fils du pasteur d'Oberwiera Paul Laurentius et de sa femme Anna née Hübschmann. À l'âge de onze ans, il fréquente l'école de Zwickau puis étudie la théologie à l'Université de Leipzig à partir de 1573. En 1577, il obtient une maîtrise et est nommé recteur du lycée Martineum d'Halberstadt l'année suivante. À partir de 1583, il prêche à l'église de Plauen et en 1586 devient surintendant à Oelsnitz. Le 20 octobre 1595, Il est fait docteur en théologie à Iéna. En 1597, il soutient ses thèses sur le Symbole d'Athanase à Leipzig et Wittemberg. En 1603, il est pasteur à Dresde et surintendant et assesseur à l'Église régionale protestante luthérienne de Saxe. En 1616, il s'installe à Meissen, toujours comme surintendant.

## Ouvrages (non exhaustif)
- Symbolum Athanasianum, Wittenberg 1597.
- Auslegung des Propheten Amos, Leipzig 1603.
- Vier Predigten über Das Buch Jesaja, Kapitel 53, Leipzig 1609.
- Auslegung 1. und 2. Buch Samuel in Predigten, Leipzig 1615.